# آریزونای شمال شرقی
آریزونای شمال شرقی نام منطقه ای از ایالت آریزونای آمریکا است که شامل شهرستان آپاچی و شهرستان ناواهو است. برخی از شهرهای مهم آن عبارتند از: هالبروک، ایگار، سنت جانز، شو لا و وینسلو.
این منطقه، چندین منطقهٔ اختصاصی سرخپوستان، مانند ملت ناواهو دارد. آریزونای شمال شرقی امروزه بایر است و بیشتر بخش‌های آن بدون پوشش گیاهی است و بیشتر تپه، تخت‌تپه، تختال، پرتگاه و ژرف‌دره در آن دیده می‌شود.
در دشت‌های بادگیر و سنگی پارک ملی جنگل سنگی، سنگ‌نگاره‌های سرخ پوستان دیده می‌شود همچنین در آریزونای شمال شرقی، جنگل ملی آپاچی-سیتگریوز و بنای یادبود چهار گوشه وجود دارد.